# Asbestkeramik
Asbestkeramik, asbestmagrad keramik (ca 3900 f.Kr.–1300 f.Kr. i Finland, och 1500 f.Kr.–1000 e.Kr. i Skandinavien) åsyftar olika typer av keramik, ofta mycket tunnväggig och temperaturtålig, tillverkade av asbest och lera med en adiabatisk process. Fynd har gjorts i hela Finland, i västra Karelen, på Kolahalvön och i nordligaste Skandinavien.

## Användning av keramiken
Kärlen anses ha använts för att förvara glöd och andra heta ämnen vid brons-, koppar- och järnframställning; en hypotes ursprungligen framlagd av Birgitta Hulthén vid Lunds universitet, och som har fått stöd efter fynd av metallurgisk verksamhet. Analys av asbestkeramik har gett upphov till den oväntade slutsatsen att järn framställdes redan under förromersk järnålder i Norra Europa. Tidigare ansågs kärlen olämpliga för matlagning, men fynd av både animaliskt och vegetabiliskt fett har lett till omprövande av detta.
Fynden har av vissa forskare (Evert Baudou, m.fl.) associerats till en församisk arkeologisk kultur. Försvinnandet av asbestkeramiken tros ha samband med övergången till en halvnomadisk renskötselkultur. Aronsson använder begreppet seminomadism för samhället under yngre metallåIder, ett begrepp som skall betyda ett blandsamhälle med renskötsel och fångst, ett samhälle där ett helnomadiskt mönster inte ännu fullt utvecklats.

## Asbestkeramikens ursprung
Asbestkeramik brukar klassificeras som kamkeramik. Redan i den tidigaste kamkeramiken (cirka 5000 f.Kr.) i Finland blandades finhackad asbest i leran som bindemedel och substitut för sand. Vid något tillfälle började man utnyttja asbestens egenskaper: dess långa fibrer fungerade som armering och möjliggjorde stora lätta kärl med tunna väggar som ändå hade hög hållbarhet. Några av kärlen hade 6 mm tjocka väggar med en diameter på ca 50 cm (Pöljäkeramik).

### Utbredningsområde
Det mest sannolika ursprunget till asbestkeramik är sjön Saimen i östra Finland, som är den enda platsen i fyndens utbredningsområde med rika och lättillgängliga naturliga asbestfyndigheter. De äldsta fynden återfinns i det finska inlandet från mellan 3900 och 2800 f.Kr. och de yngsta fynden i Finland mellan 1800 och 1500 f.Kr. Längs med de östra och södra delarna av norska kusten förekom asbestkeramik sedan bronsåldern och förblev i bruk till omkring 600 f.Kr. I Sverige förekommer fynden endast i norra Norrland ned till Medelpad, efter år 800 f.Kr. och fram till 1000 e.Kr. Ett sent fynd i Sverige återfinnes på en gravplats från 1000-talet på Långön i Hoting, vid Ångermanälven. Gravskicket på Långön är i övrigt skandinaviskt. Troligen är detta en plats där handelsutbyte skett.
Det faktum att asbestkeramik i Sverige inte förekommer söder om en gräns som skiljer Övre Norrland från Mellannorrland inklusive Jämtland har givit upphov till hypotesen att det var olika kulturer och språkgrupper som bodde i respektive område. Det har också påpekats att älvnamnen och de äldsta ortnamnen norr om denna gräns ofta är samiska eller finska, medan motsvarande namn söder om gränsen är av nordiskt ursprung. Den kultur som framställde asbestkeramik skulle alltså vara förfäder till samerna, medan den kultur som bodde längre söderut skulle vara förfäder till nordborna.

## Olika typer av keramik i Finland
Finsk asbestkeramik kan delas in i följande stilar:
- Tidig asbestbaserad keramik: (ca 3400–2900 f.Kr.)
  - Kamkeramik med asbest
  - Fagerö-keramik
- Huvudstilar: (ca 2900–1800 f.Kr.)
  - Pöljä-stil, som först upptäcktes i Överijo
  - Kierikki-stil
- Sen asbestkeramik: (1800–1300 f.Kr.)
  - Jysmä-stil, efter den betydelsefulla boplatsen Jysmä i Idensalmi, som utmärks av en T-formad mynningsrand, som även återfinnes i volosovokulturens keramik. [6]

## Asbestkeramikens användning i metallhantverket
Asbestkeramik kan delas in i två varianter baserat på asbestmängd: verklig asbestkeramik med en asbestmängd på 50–60 % av volymen, och asbestgods med 90 % asbest. Resten var lera.
Den verkliga asbestkeramiken återfinns ofta tillsammans med fynd av metallbearbetning som smältdeglar, gjutformar, fastbränd slagg och sintrad sand på asbestkeramikens väggar, smält lera, artefakter av brons och koppar samt stensläggor. Vid bronsgjutning kunde smältdeglar hållas varma i det glödande kolet. Det finns några få fynd av rena kopparartefakter bland asbestkeramiska fynd. Dessa inkluderar ett armband (i Polvijärvi, Finland), en smidd kopparyxa (Suomussalmi, Finland), en kopparkniv, som har daterats till omkring år 2000 f.Kr. och några bitar av kopparämne (vid Kalix älv i Sverige[källa behövs]).
Denna typ av keramik kan också ha använts för värmelagring. Kärlen har mönster som är identiska med Jōmon-kulturen från Japansk yngre stenålder och bronsålder. De vanligaste mönstren är dock kam- och gropdekorationer som är typiska för nordöstra Europa vid den tiden.
Asbestgodset kunde motstå temperaturer på upp till 900–1000 °C. Leran gjorde formgivning av kärlet möjlig, men den stora mängden asbest gör att denna kategori inte kan klassificeras som keramik i formell mening. Man tror att asbestgods användes som ässja i järnsmidesprocessen, vid framställning av spjutspetsar, pilspetsar och andra järnartefakter. Kärlen hade många borrade hål, som tolkas som lufthål. Det faktum att reduktionen av järnmalm (FeO3) med rikliga mängder kol ger upphov till stora mängder kolmonoxid (CO) tyder på att de borrade hålen användes för att öka inflödet av syre som krävs för en glödande process. Myrmalm kunde utvinnas ur sjöar och myrar.
Magringen förhindrar uppkomst av spänningar och bildning av sprickor när lerkärlen bränns. De asbestmagrade kärl som innehåller över 90 % asbest och endast 10 % lera kallas för asbestgods. Andra kärl innehåller 50–60 % asbest och 40–50 % lera. Detta kallas för asbestkeramik. Asbestmagrade lerkärl kan dock ha använts på många andra sätt. Enligt vissa forskare har de samband med gjutning av metallföremål – kanske har de fungerat som bärbara eldstäder innehållande glödande träkol för att förvärma gjutformarna och hålla dem vid rätt temperatur. Asbestgods kunde fungera då man skulle smälta järn. Kärlet fylldes med glödande träkol och krossad järnmalm eller järnhaltig sand i lager. Rent järn kan utvinnas ur järnmalm när den hettas upp till en temperatur av 1 000 grader och det kunde  asbestgodset tåla. I kärl av asbestgods har man hittat spår av järnslagg.

### Diskussion om järnframställningen
I en recension år 1992 av Birgitta Hulthéns On ceramic ware in northern Scandinavia during the Neolithic, Bronze and Early Iron Age. Archaeology and Environment. Umeå 1991 gav metallurgiprofessorn Arne Espelund(no) följande synpunkter:
Det finns fyra krav för en lyckad järnproduktion: 
1) Metallen ska hänga samman, så att den kan hanteras med tång. 
2) Metallen får inte vara spröd utan ska vara formbar i varm tillstånd. Detta betyder att kolhalten inte får vara högre än 0,9 % och att järnet är rent från slagg.
3) Produktionen ska ge visst ekonomiskt utbyte för den producerande av malmen och för arbetsinsatsen 
4) All produktion kommer efter en prövotid att kräva att den kan upprepas. Den som producerar vill veta på förhand vad man får av en produktion  I detta ligger motivet för systematiskt arbete. Det viktigaste beviset för järnproduktion är slagg. Slaggen har olika former. I Norge har man  identifierat 4 olika slaggtyper med former som ger upplysning till olika typer av ugnar. Dessa fyra slaggtyper kommer från en lång tidsperiod från år 1 till 1800.
Den kemiska sammansättningen för typisk järnslagg är förbluffande likartad ca. 65-70 % järnmonooxid och 22-28 % kiseldioxid, resten ofta manganoxid och aluminiumoxid. Järnoxiden reglerar järnets kolinnehåll och måste vara högt. Mängden slagg motsvarar mängden producerat järn. B. Hulthéns påstående om att järn producerats i asbestkärlen är tvivelaktig på grund av slagganalysen. Hulthén har inte givit uppgifter om slaggmängden. Det måste kunna anges. Järn kan bildas vid reduktion vid en temperatur 900 grader. Men då bildas ett järnpulver blandat med slaggen. Den lägsta smälttemperaturen för slagg är ca 1 150°C. Järnet sintras samman först över 1000 grader. Teorin om järnproduktion håller inte.[källa behövs]
Temperaturen slaggen och asbestkärlet med hål, träkol och malm duger att kolberika järn så att det blir härdbart. Byter man malmen mot ett färdigsmitt redskap till exempel en kniv. Att kolberika järn ger inga större slaggmängder. Högt aluminiuminnehåll kan vara orsakat av att lera använts för att täcka delar av det föremål som skulle behandlas med lera. Hela kniven skulle ju inte härdas. Detta kunde inte göras i blästerugnen. I princip är det möjligt men svårt för det kräver mycket god temperaturkontroll. Delas processen upp i två moment vinner man kontroll. Först produceras mjukt järn med lågt kolinnehåll i blästerugnen. Sedan karbonisering av en liten mängd järn. Då får man de två viktiga materialen med god kontroll i processen. B. Hulthén har skildrat och dokumenterat hur man kolberikade järn under äldre tid och ökat förståelsen av äldre järnsmide.
Att påståendet om järnproduktion är tvivelaktigt framgår av ovanstående.

## Kulturell gemenskap
Ytterligare en typ av kärl innehåller inte någon asbest, men har isolerande egenskaper och ingår därför ibland i begreppet asbestkeramik. För att göra godset tåligare magrades leran inte enbart med asbest, utan även ibland med täljsten, talk, sand, glimmer samt organiskt material, däribland hår, ben och snäckskal. 
Dekorationen med till exempel inristat geometriskt mönster medan andra asbestkärl är dekorerade annorlunda. Mönster fungerade möjligen  som symboler i en kulturell gemenskap. Materiell kultur hade fler funktioner än den rent praktiska.